# Граденц
Граденц (на словенски: Gradenc) е село в Словения, регион Югоизточна Словения, община Жужемберк. Според Националната статистическа служба на Република Словения през 2015 г. селото има 83 жители.